# ヴィヴ・アンダーソン
ヴィヴ・アンダーソン OBE（英語: Viv Anderson、1956年7月29日 - )は、イングランド・クリフトン出身の元サッカー選手。現役時代のポジションはDF。

## 経歴
黒人選手としては初めてイングランド代表に選出された選手である。代表チームでは30試合の出場経験があり、1982年ワールドカップ・スペイン大会、1986年ワールドカップ・メキシコ大会に参加、また1980年の欧州選手権、1988年の欧州選手権にも参加した。
1974年にノッティンガム・フォレストFCと契約、チームの黄金期を支えた選手の一人で、1977-78年シーズンのフットボールリーグファーストディビジョン、2度のUEFAチャンピオンズカップなどのタイトル獲得に貢献した。ノッティンガムでは1974年から1983年にかけて、通算425試合に出場した。
1984年にアーセナルFCに移籍し、フットボールリーグカップ優勝に貢献。1987年からはアレックス・ファーガソン監督率いるマンチェスター・ユナイテッドFCに移籍し、4シーズンプレーした。この間の1989-90年シーズンにはFAカップで優勝を果たした。
1993-94年シーズン、バーンリーFCでプレーイングマネージャーとして在籍、翌1994-95年シーズン、ブライアン・ロブソンのアシスタントを兼ねてミドルズブラFCに加入、ここでのプレーを最後に引退した。引退後の2000年には大英帝国勲章を受賞した。

## タイトル
ノッティンガム・フォレスト
- フットボールリーグファーストディビジョン : 1977-78
- UEFAチャンピオンズカップ : 1978-79, 1979-80
- フットボールリーグカップ：1977–78, 1978–79
- FAコミュニティ・シールド : 1978
- UEFAスーパーカップ : 1979

アーセナル
フットボールリーグカップ : 1986-87
マンチェスター・ユナイテッド
- FAカップ : 1989-90
- FAコミュニティ・シールド : 1990

個人
- イングランドサッカー殿堂
- PFA ファーストデビジョンベストイレブン : 1978-79, 1979-80, 1986-87